# ブルーノ・サントス・ジ・オリヴェイラ
ブルーノ・サントス（Bruno Santos）ことブルーノ・サントス・ジ・オリヴェイラ（ポルトガル語: Bruno Santos de Oliveira、1996年11月18日 - ）は、ブラジルのサッカー選手。ポジションはFW。

## 経歴
マリーリアACの下部組織出身で、ナシオナウ-SPで選手となった。その後、ブラジル国内の下部リーグに所属するクラブを転々とした。
2024年1月19日にJ3リーグのSC相模原にファブリシオ・バイアーノとともに加入した。3月6日のJリーグカップ・ザスパクサツ群馬戦で日本初出場初得点を記録した。しかし同年7月11日に家庭の事情のために退団した。ファブリシオ・バイアーノ、さらに同年に加入したパブロ・ヒアンも彼同様に半年で退団したため、クラブ3年ぶりの外国籍選手は半年で全員が退団となった。

## 個人成績
| 国内大会個人成績 | 国内大会個人成績 | 国内大会個人成績 | 国内大会個人成績 | 国内大会個人成績 | 国内大会個人成績 | 国内大会個人成績 | 国内大会個人成績 | 国内大会個人成績 | 国内大会個人成績 | 国内大会個人成績 | 国内大会個人成績 |
| 年度             | クラブ           | 背番号           | リーグ           | リーグ戦         | リーグ戦         | リーグ杯         | リーグ杯         | オープン杯       | オープン杯       | 期間通算         | 期間通算         |
| 年度             | クラブ           | 背番号           | リーグ           | 出場             | 得点             | 出場             | 得点             | 出場             | 得点             | 出場             | 得点             |
| 日本             | 日本             | 日本             | 日本             | リーグ戦         | リーグ戦         | リーグ杯         | リーグ杯         | 天皇杯           | 天皇杯           | 期間通算         | 期間通算         |
| ---------------- | ---------------- | ---------------- | ---------------- | ---------------- | ---------------- | ---------------- | ---------------- | ---------------- | ---------------- | ---------------- | ---------------- |
| 2024             | 相模原           | 96               | J3               | 11               | 1                | 1                | 1                | -                | -                | 12               | 2                |
| 通算             | 日本             | 日本             | J3               | 11               | 1                | 1                | 1                | 0                | 0                | 12               | 2                |
| 総通算           | 総通算           | 総通算           | 総通算           | 11               | 1                | 1                | 1                | 0                | 0                | 12               | 2                |